# 贝尔韦廖
贝尔韦廖（義大利語：Belveglio），是意大利阿斯蒂省的一个市镇。总面积5.35平方公里，人口336人，人口密度62.8人/平方公里（2009年）。ISTAT代码为005008。